# Oxidační stres
Oxidační stres je nerovnováha mezi tvorbou reaktivního kyslíku (jinak též volných radikálů), který vzniká jako vedlejší produkt okysličování a látkové výměny, a schopností organismu rychle odbourávat a detoxikovat reaktivní meziprodukty.
U lidí se podílí na mnoha nemocech, jako je například ateroskleróza, Parkinsonova nemoc, srdeční selhání, infarkt myokardu, Alzheimerova choroba, vitiligo, fragilní X chromozom a chronický únavový syndrom, nicméně krátkodobý oxidační stres může být důležitý v prevenci stárnutí díky vyvolání procesu známého jako mitohormesis.
Existují látky, známé jako antioxidanty, které dokáží zachytit volné kyslíkové radikály a tak snižovat riziko oxidačního stresu. Takové látky obsahuje například čerstvé ovoce a zelenina, konkrétně se jedná o bioflavonoidy a polyfenoly (resveratrol, daidzein, genistein, karotenoidy, vitamín C a E či katechiny.